# Dovedale Beck
Der Dovedale Beck ist ein kleiner Fluss im Lake District, Cumbria, England an der Ostflanke des Hart Crag entsteht. Der Dovedale Beck entsteht aus einer Reihe kleiner Zuflüsse und fließt in östlicher Richtung, bis er südlich des Brothers Water in den Kirkstone Beck mündet.